# El misterio del sombrero de copa
El misterio del sombrero de copa, originalmente titulada en inglés The Roman Hat Mystery, es una novela, publicada en 1929 por la editorial Stokes, es el primero de los “misterios de Ellery Queen” escritos por Frederick Dannay y Manfred Lee bajo el citado seudónimo. En castellano fue difundida fundamentalmente por la Editorial Aguilar.

## Argumento
El relato inicia con el descubrimiento del cuerpo envenenado de un abogado de dudosa moralidad en el patio de butacas del “Roman Theater” en la zona de Broadway de la ciudad de Nueva York durante la representación de una obra de teatro llamada "Gunplay!". Es el comienzo de temporada, durante la época de la “prohibición” y a pesar de que la obra tiene un notable éxito de público, el cadáver se descubre sentado en una plaza, rodeado de asientos vacíos. Un cierto número de sospechosos, cuyo pasado les hace potencialmente susceptibles al chantaje, están en ese momento en el teatro, entre los centenares de espectadores, algunos de ellos vinculados con la compañía teatral y otros como miembros de la audiencia. 
El caso es investigado por el inspector Richard Queen de la Brigada de Homicidios, con la asistencia de su hijo Ellery, un joven escritor y erudito bibliófilo. La pista principal en el misterio la constituye la desaparición del sombrero de copa de la víctima, y se sospecha que en su interior se contenían documentos con los que la víctima pudiera estar chantajeando al probable asesino. Varios de los sospechosos son considerados, pero nada puede ser demostrado hasta que Ellery realiza un largo proceso de deducción lógica sobre la base del sombrero desaparecido e identifica a la persona culpable del crimen. 

## Significado y crítica literaria
El carácter de Ellery Queen y el formato de la trama, más o menos relacionado con el tópico del “cuarto cerrado” probablemente fueron sugeridos por las novelas de detectives protagonizadas por Philo Vance, cuyo autor es SS Van Dine, que fueron muy populares en el momento. La novela fue escrita como participación de los autores, Dannay y Lee en un concurso literario, de la que resultó ganadora, pero la organización patrocinadora decidió publicar antes otra de las obras presentadas y los escritores tuvieron que buscar un nuevo editor, iniciando con ella una larga serie de novelas con el mismo protagonista, Ellery Queen, las nueve primeras de las cuales contienen en su título un juego de palabras haciendo alusión a una nacionalidad. En este caso, “roman hat” es la forma de denominar en inglés a los sombreros de copa alta.
La introducción a esta novela contiene algunos detalles que ahora no se consideran ya parte del canon “Ellery Queen”. Por ejemplo, la introducción está escrita por el anónimo "JJ McC.", un amigo de los Queen, que cita el matrimonio de Ellery y de un hijo, de su vida en Italia, y de que los nombres de ambos, Ellery y Richard Queen son seudónimos. Ninguna de estas circunstancias sobrevivieron por mucho tiempo. En la introducción también se habla del "caso de asesinato de Barnaby Ross", que no sólo no existe sino que prefigura el seudónimo adoptado por los escritores para otra serie de relatos, la serie protagonizada por Drury Lane (actor shakesperiano y detective de ficción).
Tanto en esta como en el resto de novelas con “nacionalidad” en el título, se plantea la inusual característica de un "desafío al lector" justo antes de la revelación final. El relato rompe la cuarta pared y habla directamente al lector. En ese momento se supone que este está ya en posesión de todos los datos pertinentes, y puede intentar llegar a conclusiones definitivas sobre las cuestiones que se han ido planteando y han ido apuntando al verdadero culpable o culpables del delito. La solución puede ser alcanzada a través de una serie de deducciones lógicas y observaciones psicológicas que el protagonista hará patentes en una reunión final con los personajes implicados. 
Aunque los comportamientos de Ellery y los personajes pueden irritar al lector atento, es innegable que la pulcritud en la explicación definitiva que justifica los motivos de la desaparición del sombrero de copa en el interior del teatro y el resto de los detalles, convierte el relato en una muestra de gran habilidad narrativa, aunque los procedimientos y las referencias legales, policiales y penales serían impensables en nuestro tiempo.
En España la novela fue distribuida por Editorial Aguilar. El título siguiente de la serie fue "The French Powder Mistery" ("El misterio de los polvos")